# Dean Smith (atleta)
Dean Smith ( Breckenridge, Texas; 15 de enero de 1932-24 de junio de 2023) fue un atleta estadounidense, especializado en la prueba de 4 x 100 m en la que llegó a ser campeón olímpico en 1952.

## Carrera deportiva
En los JJ. OO. de Helsinki 1952 ganó la medalla de oro en los relevos 4 x 100 metros, con un tiempo de 40.1 segundos, llegando a meta por delante de la Unión Soviética y Hungría (bronce), siendo sus compañeros de equipo: Harrison Dillard, Lindy Remigino y Andy Stanfield.